# Юлиус Шнор фон Каролсфелд
Юлиус Шнор фон Каролсфелд (26 март – 1794 – 24 май 1872) е германски художник, свързан с назарените. Неговият брат Лудвиг Фердинанд Шнор фон Каролсфелд също е художник.

## Биография

### Произход и образование
Шнор е роден в Лайпциг, в семейството на Вейт Ханс Шнор фон Каролсфелд - чертожник, гравьор и художник, от когото получава първоначалното си художествено образование. Най-ранните му известни творби са копия на неокласическите рисунки на Джон Флаксман. През 1811 г. е приет във Виенската академия за изящни изкуства, от която предишната година са изключени Йохан Фридирх Овербек и други заради недоволството им от утвърдения конвенционален стил. Тук той учи при Хайнрих Фюгер и се сприятелява с Йозеф Антон Кох и Хайрих Оливиер, които имат силно влияние върху неговия стил.

### Рим
Шнор последва Овербек и другите основатели на Назаренското движение в Рим през 1815 г. Тази школа за религиозно и романтично изкуство отхвърля модерните стилове и се опитва да се завърне към принципите и вижданията от по-ранните периоди. В първите си години в Рим, Шнор е силно повлиян от италианската живопис от 15 век, особено от творбите на Фра Анджелико. Скоро обаче изоставя прецизната му простота и започва да се вдъхновява от по-сложните модели от Зрелия ренесанс. От него назарените правят опит да възстановят фреската и монументалното изкуство, а Шнор намира възможност да покаже силите си, когато му е поръчано да изпише входната зала на Вила Масимо, близо до Латерано, с фрески илюстриращи творбите на Лудовико Ариосто. Други цикли в къщата са започнати от Петер фон Корнелиус и Йохан Овербек.

### Завръщане в Германия
Вторият период в творчеството на Шнор започва през 1825 г., когато напуска Рим и се установява в Мюнхен и постъпва на служба при Лудвиг I Баварски. Тук той пренася изкуството на стенописите, което усвоява в Италия. Изявява се като способен поет-художник в баварския двор; създава група от тренирани изпълнители, с които изписва пет зали в новия дворец с фрески от „Песен за Нибелунгите“. Освен това рисува серии със сцени от живота на Карл Велики, Фридрих I Барбароса и Рудолф Хабсбургски. Първоначално Шнор иска да създаде сложна символистична програма, в която тези германски теми да бъдат свързани със сцени от Стария завет. Лудвиг обаче не одобрява тази идея, което кара Шнор да се оплаче, че му остава да рисува единствено „вестникарски репортаж за средните векове“. Според критиците, тези композиции са творчески, с добра композиция и рисунък, но претрупани със смисъл и екстравагантен стил.

### Дрезден
През 1864 Шнор се премества в Дрезден, за да стане професор в местната академия. През следващата година е назначен за директор на картинната галерия в Берлин.

### Илюстрации на Библията
Третият период в творчеството на Шнор е белязан от библейските му илюстрации. Като лутеранец той има широки и анти-сектарианистични възгледи. През 1851 г., по време на пътуване в Лондон, получава поръчка за „Картинна Библия“, за която създава повече от 200 дървени гравюри. По същото време получава и поръчката за дизайна на витражите на катедралата „Св. Павел“.
Илюстрациите за „Картинна Библия“ често са сложни и пренаселени; според някои критици са лишени от хармония и симетрия и ги оценяват като посредствено подобие на тези на Рафаело. Неговият стил се различава от простотата и строгостта на по-ранните периоди и вместо тях показва пищността на късния Ренесанс.

### Стъклописи
Библейските илюстрации и скиците за стенописи стават естествена прелюдия към дизайна на църковни стъклописи. Известността на Шнор в Германия му осигурява поръчки във Великобритания. Неговите проекти за катедралата в Глазгоу и катедралата „Св. Павел“ в Лондон се изпълняват от кралската фабрика в Мюнхен. Мюнхенските витражи предизвикват спорове: медиевистите възразяват срещу липсата на блясък и ги заклеймяват като цветни щори и картинно фолио; почитателите им обаче твърдят, че тези съвременни постановки „обединяват строгостта и изящността на рисунките от флорентинските маслени платна с цветовете и аранжировката на стъклописите от втората половина на 16 век.“.

### Смърт
Шнор умира в Мюнхен през 1872 г.

## Семейство
През 1827 г. Шнор се жени за Мария Хелер, доведена дъщеря на Фердинанд Олириер. Синът им Лудвиг Шнор фон Каролсфелд е оперен тенор, който умира преждевременно от болест на 29-годишна възраст, когато започва да печели популярност като първия, пял ариите на вагнеровия Тристан.